# Big Blue (serie animata)
Big Blue è una serie televisiva animata canadese per bambini dai 5 ai 9 anni creata da Gyimah Gariba e prodotta da Guru Studio. La serie ha debuttato su CBC Kids il 4 dicembre 2021 in Canada, mentre in Italia viene trasmessa da Nickelodeon.

## Doppiatori Italiani
- Lettie: Letizia Scifoni
- Leto: Manuel Meli
- Phil: Alex Polidori
- Freddie: Beatrice Margiotti